# Katie-George Dunlevy
Katie-George Dunlevy, née le 26 novembre 1981 à Crawley (Royaume-Uni), est une coureuse cycliste handisport britannique concourant pour l'Irlande dans la catégorie B pour les athlètes ayant une déficience visuelle. Elle concourt en tandem avec Eve McCrystal.

## Biographie
Dunlevy est diagnostiquée d'une rétinite pigmentaire à l'âge de 11 ans et est aujourd'hui complétement aveugle. Pendant l'adolescence, elle tente plusieurs sports dont l'athlétisme, la natation et l'aviron.
Elle est ouvertement lesbienne.

## Carrière
Concourant au niveau international en aviron pour la Grande-Bretagne, elle remporte deux médailles d'or aux Championnats du monde en 2004 et 2005. Après plusieurs années minées par les blessures, elle apprend que l'Irlande cherche à monter une équipe d'aviron handisport pour les Jeux de 2012 et son père étant né en Irlande, elle demande à concourir pour ce pays.
En 2016, pour ses deuxièmes Jeux, Dunlevy remporte la médaille d'or du contre-la-montre et la médaille d'argent de la course sur route B.
Aux Jeux paralympiques d'été de 2020, Katie-George Dunlevy et sa guide Eve McCrystal remporte deux médailles d'or et une d'argent : l'or sur la course sur route B en 2 h 35 min et 53 s et sur le contre-la-montre B et l'argent sur la poursuite individuelle en 3 min 19 s 946.

## Palmarès

### Jeux paralympiques
- médaille d'or du contre-la-montre B aux Jeux paralympiques d'été de 2016 à Rio de Janeiro
- médaille d'or du contre-la-montre B aux Jeux paralympiques d'été de 2020 à Tokyo
- médaille d'or de la course sur route B aux Jeux paralympiques d'été de 2020 à Tokyo
- médaille d'or du contre-la-montre B aux Jeux paralympiques d'été de 2024 à Paris
- médaille d'argent de la course sur route B aux Jeux paralympiques d'été de 2016 à Rio de Janeiro
- médaille d'argent de la poursuite B aux Jeux paralympiques d'été de 2020 à Tokyo
- médaille d'argent de la poursuite B aux Jeux paralympiques d'été de 2024 à Paris

### Championnats du monde sur route
- médaille d'or du contre-la-montre B aux Championnats du monde 2017 à Pietermaritzburg
- médaille d'or de la course sur route B aux Championnats du monde 2017 à Pietermaritzburg
- médaille d'or du contre-la-montre B aux Championnats du monde 2018 à Maniago
- médaille d'or de la course sur route B aux Championnats du monde 2018 à Maniago
- médaille d'or du contre-la-montre B aux Championnats du monde 2019 à Emmen
- médaille d'or du contre-la-montre B aux Championnats du monde 2023 à Glasgow
- médaille d'or du contre-la-montre B aux Championnats du monde 2024 à Zurich
- médaille d'or de la course sur route B aux Championnats du monde 2024 à Zurich
- médaille d'argent de la course sur route B aux Championnats du monde 2014 à Greenville
- médaille d'argent de la course sur route B aux Championnats du monde 2019 à Emmen
- médaille d'argent de la course sur route B aux Championnats du monde 2021 à Cascais
- médaille d'argent du contre-la-montre B aux Championnats du monde 2021 à Cascais

### Championnats du monde sur piste
- médaille d'argent de la poursuite individuelle B aux Championnats du monde 2020 à Milton
- médaille de bronze de la poursuite individuelle B aux Championnats du monde 2015 à Apeldoorn
- médaille de bronze de la poursuite individuelle B aux Championnats du monde 2018 à Rio de Janeiro
- médaille de bronze de la poursuite individuelle B aux Championnats du monde 2023 à Glasgow